# بو ويليمان
باك بيورغارد ويليمان (من مواليد 26 أكتوبر 1977) هو كاتب مسرحي وكاتب سيناريو أمريكي. قام بتطوير النسخة الأمريكية من سلسلة بيت البطاقات، وكان الشخص المسؤول عن إنتاج العمل في المواسم الأربعة الأولى. في عام 2018، أنشأ ويليمان مسلسل الدراما "الأول" من انتاج هولو، والذي يتناول أول مهمة مأهولة إلى كوكب المريخ. كما شارك في مسلسل أندور من انتاج ديزني+.

## الحياة المبكرة والتعليم
وُلِد بو ويليمان في الإسكندرية في فيرجينيا، لوالديه نانسي وهنري باك ويليمان. كان والده عقيد في بحرية الولايات المتحدة مما جعل العائلة تتنقل بشكل متكرر. عاش ويليمان في هاواي، سان فرانسيسكو، كاليفورنيا، وفيلادلفيا، بنسلفانيا، قبل أن يستقر في سانت لويس، ميزوري، بعد أن تقاعد والده ليصبح محاميًا.
درس ويليمان في مدرسة جون بيروكس، حيث أخذ دروسًا في الدراما التي كان يُدرسها جون هام وتخرج في عام 1995. تخصص في التاريخ والفنون البصرية وحصل على بكالوريوس الآداب من جامعة كولومبيا في 1999. عندما كان طالبًا جامعيًا، التقى جاي كارسون. في عام 1998، عمل كمتطوع ومتدرب في حملة انتخابات مجلس الشيوخ لتشاك شومر، مما أدى إلى وظائف في حملة هيلاري كلينتون لمجلس الشيوخ 2000، وحملة بيل برادلي الرئاسية 2000، وحملة هوارد دين الرئاسية 2004. بعد تخرجه، عمل في وزارة الداخلية لحكومة إستونيا في تالين كجزء من منحة دراسية، حيث قام بفرز وكتابة ملخصات لآلاف الصفحات من الوثائق المتعلقة بالاتحاد الأوروبي. بعد ذلك، انتقل إلى فيتنام للعمل في مجلة ثقافية صغيرة، وهناك قام بإجراء أبحاث لكتابة سيناريو أول له، استنادًا إلى حياة توماس فو، أستاذ الفنون البصرية في كولومبيا الذي نشأ في فيتنام خلال الحرب.
عاد إلى نيويورك للالتحاق بكلية مدرسة الفنون بجامعة كولومبيا. وكان أحد مرشديه هو الكاتب المسرحي إدواردو ماتشادو. قال ويليمان: "كنت أسوأ طالب بلا منازع في مجموعتنا. الكثير من هؤلاء الأشخاص كانوا يعرفون أنهم يريدون أن يكونوا كتابًا مسرحيين منذ الأبد. أنا لم أعرف أي شخص في عالم المسرح، ولم يكن لدي أدنى فكرة عن كيفية كتابة مسرحية حقًا. لكنني توقفت عن الشرب في ذلك الحين وكرست نفسي تمامًا لهذا الطريق." أثناء دراسته في مرحلة الدراسات العليا، حصل على منحة دراسات فنية لإنشاء 40 طباعة حجرية حول البارانويا، وعاش في جنوب أفريقيا لمدة عام. بعد أن حصل على ماجستير الفنون الجميلة في الكتابة المسرحية من مدرسة الفنون في 2003، عمل في وظائف غريبة، بما في ذلك مساعد معرض وفنان، وبناء ديكورات، والعثور على وظائف للمشردين، عامل تحضير قهوة، ومدرس تحضير لاختبارات SAT. كما أجرى تدريبًا في درا ماتيك نيو دراماتيست.
قام ويليمان بالتسجيل في برنامج الكتاب المسرحيين الأمريكيين ليلا آتشيزون والاس بمدرسة جوليارد، حيث حصل على منحة ليلا آتشيزون والاس للكتابة المسرحية وجائزة جائزة لو كومبت دو نوي من مركز لينكولن للفنون المسرحية.

## المسيرة المهنية
في جوليارد، كتب ويليمون مسرحية بعنوان فاراغوت الشمالية (بالإنجليزية: Farragut North)، التي كانت مستوحاة من تجربته كمساعد صحفي لحملة هوارد دين الرئاسية في 2004. في خريف 2008، عرضت المسرحية لأول مرة في شركة مسرح الأطلسي في إنتاج قام ببطولته جون غالاغر جونيور، كريس نوت، وأوليفيا ثيرلباي. حصلت المسرحية على عرض في لوس أنجلوس في الصيف التالي، مع كريس باين في الدور الرئيسي. في الوقت نفسه، تم عرضها في مهرجان المسرح الأمريكي المعاصر في جامعة شيبرد في يوليو 2009. تم ترشيح ويليمون في 2009 لجائزة جون غاسنر من قبل دائرة النقاد الخارجيين.
تشمل مسرحياته الأخرى Lower Ninth، التي تم إنتاجها في 2007 بواسطة SPF ومسرح الفلي في 2008؛ Zusammenbruch، التي تم إنتاجها في 2008 في مسرح الخطوط الجوية الأمريكية وأخرجها توماس كايل؛ Spirit Control، التي تم إنتاجها في 2010 بواسطة نادي المسرح في مانهاتن؛ The Parisian Woman، التي تم إنتاجها في 2013 بواسطة مسرح الساحل الجنوبي؛ وBreathing Time، التي تم إنتاجها في 2014 بواسطة مسرح فولت لاين.
تم تطوير أعمال ويليمون أيضًا وتم عرضها في مسرح MCC، أرس نوفا، مركز الفنون هنا، مسرح فينيكس، مسرح الممثلين في شيكاغو، مركز باترسيا للفنون في لندن، مسرح تشيري لين، ومسرح الساحل الجنوبي.
تم عرض فيلم مقتبس من Farragut North، بعنوان The Ides of March في أكتوبر 2011. أخرج الفيلم جورج كلوني؛ كتب السيناريو ويليمون وكلوني وشريكه المنتج غرانت هيسلو. شارك في البطولة كل من كلوني، ريان غوسلينغ، إيفان راشيل وود، فيليب سيمور هوفمان، بول جياماتي، ماريسا تومي، وجيفري رايت. تم ترشيح الفيلم في 2012 لجائزة أوسكار لأفضل سيناريو مقتبس، وأربع جوائز الغولدن غلوب، بما في ذلك أفضل فيلم – دراما وأفضل سيناريو.
في سبتمبر 2017، تم انتخاب ويليمون لمدة عامين كرئيس اتحاد كتاب أمريكا، الشرق، بعد أن فاز بدون معارضة. تم إعادة انتخابه بدون معارضة في 2019.
منح هولو طلبًا مباشرًا لمسلسل The First في مايو 2017 (بالتعاون مع قناة 4). تم عرضه في 2018، لكنه لم يتم تجديده للموسم الثاني. يُظهر العرض أعضاء فريق من رواد الفضاء وهم يصبحون أول بشر يزورون المريخ.
في 2019، كـ رئيس WGA-E، أشرف ويليمون على لجنة التفاوض الخاصة بـ "اتفاقية WGA-الوكالات"، وانضم إلى أعضاء WGA في طرد وكلائه كجزء من موقف النقابة ضد ATA بعد أن فشل الجانبان في التوصل إلى اتفاق بشأن "مدونة السلوك" الجديدة التي تعالج ممارسة التغليف. في 2021، وقع اتفاقية نظرة أولى مع Entertainment One.

### بيت البطاقات
في 2012، قام ويليمون بتطوير بيت البطاقات، التكيف الأمريكي من سلسلة بي بي سي ‏ بنفس الاسم، لنتفليكس. تم إنتاجه بواسطة ميديا رايتس كابيتال، ديفيد فينشر، وكيفين سبيسي، ومنذ خمس مواسم كان سبيسي في دور السياسي القاسي فرانك أندروود وروبن رايت في دور زوجته المتآمرة أيضًا كلير. شارك في المسلسل أيضًا كيت مارا، كوري ستول، مايكل كيلي، نيف كامبل، ميشيل جيل، جين آتكينسون، سيباستيان آرسيلوس ولارس ميكيلسن. تم عرضه على نتفليكس في 1 فبراير 2013.
عمل ويليمون كـ شخص مسؤول عن إنتاج العمل للمسلسل في مواسمه الأربعة الأولى، ثم ترك العمل في يناير 2016. تم عرض الموسم السادس والأخير من بيت البطاقات في 2 نوفمبر 2018.
في 3 نوفمبر 2017، طردت نتفليكس سبيسي من بيت البطاقات وقطعت جميع علاقاتها مع الممثل بعد عدة اتهامات بالتحرش الجنسي. اتهم عدد من أعضاء فريق العمل في بيت البطاقاتسبيسي بالتحرش الجنسي بهم. عندما ظهرت الاتهامات لأول مرة في أواخر أكتوبر من نفس العام، أصدر ويليمون بيانًا قال فيه: "خلال الفترة التي عملت فيها مع كيفن سبيسي في بيت البطاقات، لم أكن شاهدًا ولم أكن على دراية بأي سلوك غير لائق سواء في موقع التصوير أو خارج الموقع". ومع ذلك، اعترض ثلاثة من أعضاء فريق العمل في بيت البطاقاتعلى ذلك، وعلقوا في مقال Buzzfeed News بشكل مجهول أنهم كانوا على دراية بسلوك سبيسي، بما في ذلك حادثة خلال الموسم الأول من المسلسل حيث يُزعم أن سبيسي تحرش بمساعد إنتاج، ولم يتخذ أي إجراء ضد الممثل. ذكر "مصدر من مستوى أعلى" في المقال أن ويليمون شهد سبيسي وهو يتصرف بطريقة غير لائقة. نفى ويليمون أنه شهد أو كان على علم بالاعتداء المزعوم، لكنه قال: “أنا محبط للغاية لأن أي شخص من الفريق اضطر لتحمل هذا النوع من السلوك. من الواضح أنه يجب علينا كصناعة، خصوصًا أولئك الذين في مواقع السلطة، وأنا من ضمنهم، أن نكون أكثر انتباهاً واستباقية. نحن بحاجة أيضًا إلى القيام بعمل أفضل في تمكين ودعم زملائنا الذين يتقدمون بالإفصاح عن هذه الحوادث.”